# 动力总成

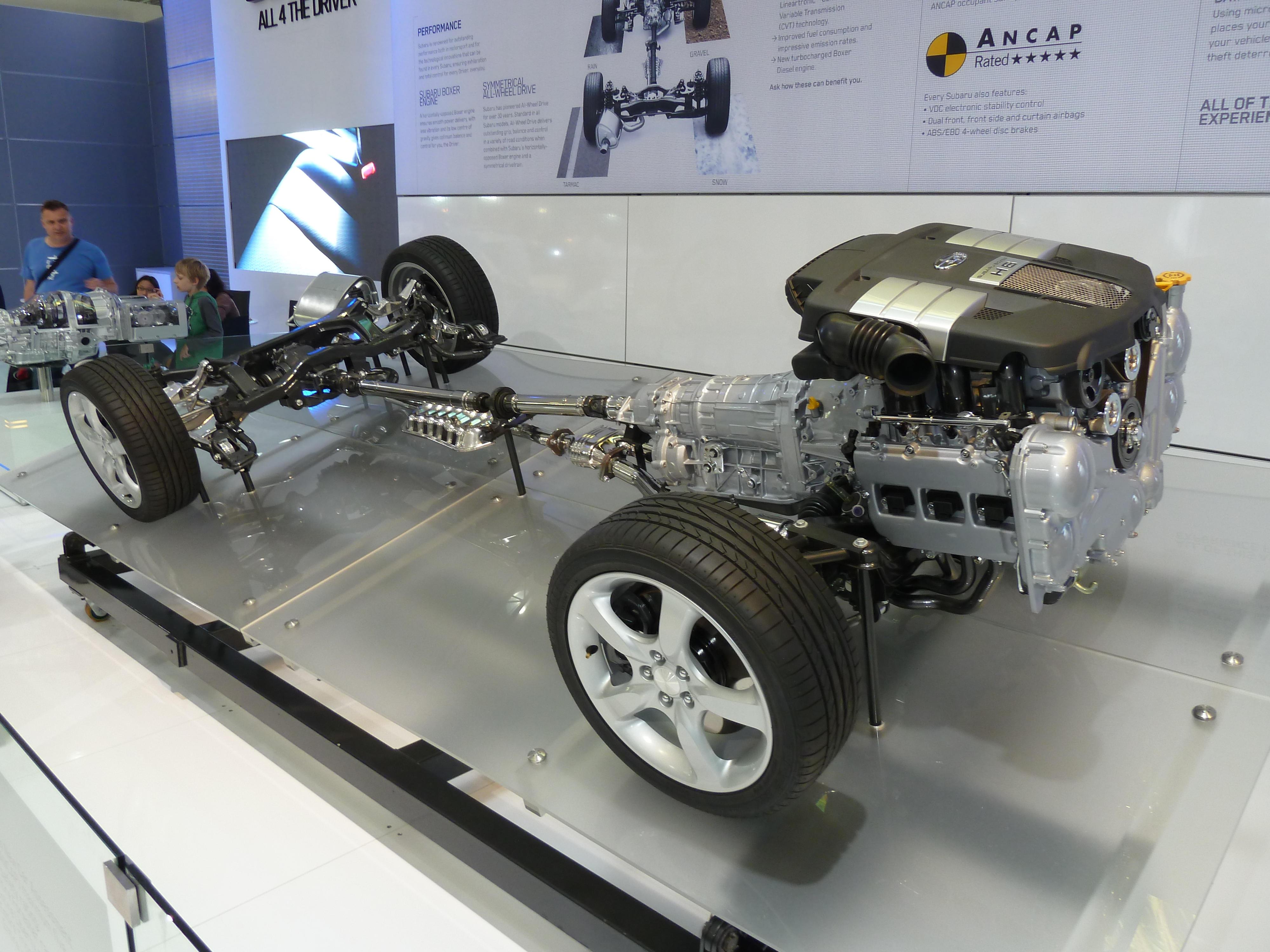
一台汽车的动力总成，包括发动机、变速箱、传动轴、懸吊系統、轮胎

在机动车中，动力总成广义上指在车辆上产生动力，并将此动力传送到路面、水面或空气中的一系列元器件的总和。一般意义上，动力总成包括发动机、变速箱、传动轴、差速器和最终与地面接触的轮胎或是履帶。有时，动力总成仅指发动机、变速器及集成到变速器上面的其余零件。在四轮马车中，行驶装置指代的是车身方向的轮子和轴。
更广泛的意义上来讲，动力总成包括所有用于传输存储的（化学能、太阳能、核能、动能、电能等）能量转换为用于驱动目的的动能的部件，这就包括了多种能源的利用和非轮式机车的使用。

## 制造技术
动力总成是汽车的核心部件，被视为汽车厂商的关键技术之一。汽车厂商必须在保证动力总成的高可靠性，高性能，长寿命，低能耗和合理的成本。当今机动车辆的动力系统日趋复杂，生产过程中的质量控制十分重要。